# Cratere Tebbutt
Tebbutt è un cratere lunare di 33,99 km situato nella parte nord-orientale della faccia visibile della Luna.